# Aptostichus barackobamai
Aptostichus barackobamai is een spinnensoort uit de familie Cyrtaucheniidae. De naam van de soort is voor het eerst geldig gepubliceerd door Jason Bond in 2012. De soort is vernoemd naar Barack Obama, ten tijde van de publicatie president van de Verenigde Staten. De soort komt voor in het zuidwesten van de Verenigde Staten.